# Peter Helander
Peter Helander, född 4 december 1951 i Stockholm, är en svensk före detta professionell ishockeyspelare som spelade sju matcher med Los Angeles Kings i National Hockey League. 
Peter Helander vann SM-guld med Skellefteå AIK 1978. Han flyttade 1982 över till USA för spel med Los Angeles Kings, NHL, och Beast of New Haven, AHL. Efter sju matcher i NHL skadade Peter Helander handleden och tvingades på grund av detta att avsluta sin karriär.
Internationellt spelade Peter Helander 55 landskamper. Han spelade i två världsmästerskap, 1981 och 1982, och i Canada Cup, 1981.

## Meriter
- VM-silver 1981
- VM-fyra 1982
- EM-silver 1981
- EM-brons 1982
- SM-guld 1978
- Sveriges All Star Team 1981 och 1982

## Klubbar
- Rönnskärs IF 1971-1972 Division II
- Clemensnäs IF 1972-1974 Division I
- Skellefteå AIK 1974-1982 Elitserien/Division I
- Los Angeles Kings 1982-1983 NHL
- New Haven Nighthawks 1982-1983 AHL